# Miki Nakao
Miki Nakao (中尾 美樹?, Nakao Miki; Nagasaki, 25 giugno 1978) è una nuotatrice giapponese.
Specializzata nel dorso, ha vinto una medaglia di bronzo alle Olimpiadi di Sydney 2000.

## Palmarès
- Giochi olimpici

Sydney 2000: bronzo nei 200m dorso.
- Giochi PanPacifici

Fukuoka 1997: bronzo nei 200m dorso.
Sydney 1999: argento nei 200m dorso.
- Giochi asiatici

Hiroshima 1994: argento nei 100m dorso e bronzo nei 200m dorso.
- Universiadi

Sicilia 1997: oro nei 200m dorso.
Palma di Maiorca 1999: oro nei 200m dorso.